# نوبوهيتو أندو
نوبوهيتو أندو (باليابانية: 安藤 永倫) (4 نوفمبر 1986 في فوكوكا في اليابان – )؛ هو لاعب كرة قدم كان يلعب كحارس مرمى.

## وصلات خارجية
- نوبوهيتو أندو على موقع Soccerway.com (الإنجليزية)